# 하나님의 주권
하나님의 주권(The Sovereignty of God) 혹은 하나님의 절대주권 이란 하나님은 최고의 권위자(the supreme authority)이시며, 모든 일들이 하나님의 통치하에 있다는 것을 성경적으로 가르치는 교리이다. 그의 허락없이는 아무것도 일어날수 없다고 가르친다. 하나님은 자기의 의지에 따라서 모든 일을 하신다.
주권이라는 것은 하나님은 천지의 창조주로서 그가 원하는 것에 대한 행사의 절대적 권리와 권위를 가진다는 개념에 근거한
하나님의 속성이다. 하나님의 주인된 권리의 절대성을 강조할때는 하나님의 절대주권이라고 한다. (대상 29:10-14) 장 칼뱅의 신학에서 하나님의 절대주권 사상을 그의 신학의 핵심적 요소이다.

## 영역주권
아브라함 카이퍼의 영역 주권(Sphere Sovereignty)은 하나님의 주권이 모든 삶의 영역에 미친다는 개념입니다.
1. 창조의 확장: 카이퍼는 하나님의 창조 개념을 생물학적 영역을 넘어 세상의 모든 영역으로 확장했습니다.
2. 고유한 주권: 세상의 다양한 영역(교회, 정치, 경제, 사회, 학문, 예술 등)에는 각각 하나님이 창조하신 고유한 주권적 영역이 있습니다.
3. 구원의 범위 확장: 카이퍼는 구원의 적용 범위를 인간뿐만 아니라 창조 세계의 전 영역으로 확장했습니다.
4. 그리스도의 주권: 세상의 모든 영역에서 그리스도가 주인이며, 그리스도인은 모든 영역에서 하나님의 영광을 위해 살아야 합니다.
5. 반(反) 은둔주의: 카이퍼는 세상을 '거룩'과 '세속'으로 구분하는 종교적 은둔주의를 반대하고, 그리스도인이 삶의 모든 영역에서 적극적으로 참여해야 한다고 주장했습니다.
영역주권 사상은 네덜란드 개혁교회의 중요한 정치사상이 되었으며, 기독교인의 사회적 책임과 참여를 강조합니다

## 같이 보기
- 영역 주권
- 하나님의 속성
- 코람 데오
- 장 칼뱅의 신학

## 참고 문헌
- 안명준, 한눈에 보는 성경조직신학 (서울:기쁜날, 2014)